# جوی سیلورا
جوی سیلورا (انگلیسی: Joey Silvera؛ زاده ۲۰ دسامبر ۱۹۵۱) بازیگر و کارگردان فیلم‌های پورنوگرافی اهل کشور ایالات متحده آمریکا است. وی از اوایل دههٔ ۷۰ میلادی در صنعت پورنوگرافی آمریکا اشتغال داشته‌است. سیلورا اولین حضورش در یک فیلم پورنوگرافی را در سال ۱۹۷۴ و در شهر سانفرانسیسکو تجربه کرد و پس از آن در بیش از ۱۰۰۰ فیلم پورنوگرافی بازی کرد. او از اوایل دههٔ ۹۰ میلادی شروع به کارگردانی فیلم‌های پورنوگرافی شرکت خودش کرد. این بازیگر از اعضای ای‌وی‌ان و تالار افتخارات ایکس‌آرسی‌او می‌باشد.